# Ricardo Menéndez
Ricardo José Menéndez Prieto (Caracas,  7 de diciembre de 1969) es un geógrafo, docente y político venezolano que actualmente se desempeña como Vicepresidente del Consejo de Ministros de Planificación y ministro planificación del gobierno venezolano.

## Juventud y carrera política
Ricardo Menéndez Prieto se destacó desde joven como dirigente estudiantil vinculado al Movimiento Autónomos Bases, una organización de estudiantes contrarios a las decisiones en materia universitaria de los partidos Acción Democrática y Copei. Tuvo éxito en la comunidad universitaria, triunfó en las elecciones para la presidencia de la Federación de Centros Universitarios (FCU) de la Universidad Central de Venezuela en los años noventa.
Actualmente, es profesor de la Universidad Central de Venezuela. Es Magíster en Planificación Urbana y obtuvo un Doctorado en Urbanismo.
En 2009, el presidente Hugo Chávez eligió a Menéndez como Ministro del Poder Popular para Ciencia, Tecnología e Industrias Intermedias, de igual forma, obtuvo el cargo de la Vicepresidencia de lo Económico Productivo.
El 19 de enero de 2010 fue asignado Presidente Encargado de la Agencia Bolivariana para Actividades Espaciales (Abae).
El 26 de noviembre de 2011, el presidente de Venezuela Hugo Chávez, crea mediante decreto nacional el Ministerio del Poder Popular de Industrias y designa a Ricardo Menéndez, como ministro un día antes.
El 21 de abril de 2013, en cadena nacional es reafirmado como Ministro de Industrias del Gobierno Bolivariano de Venezuela para el gobierno de Nicolás Maduro. Y unos meses más tarde cambian su posición dentro del gabinete Ministerial siendo nombrado Ministro de Educación Universitaria el 9 de enero de 2014.
El 17 de junio de 2014, el presidente Nicolás Maduro, lo nombra como Ministro a cargo del Ministerio del Poder Popular de Planificación.
El 19 de junio de 2014 mediante Decreto N° 1.059, el presidente Nicolás Maduro lo designa como Director Externo de la Junta Directiva de la Empresa Estatal Petróleos de Venezuela, S.A. (PDVSA). En agosto de 2021 declaró que Venezuela lleva 7 años de Recesión económica el ministro de planificación Ricardo Menéndez.

## Cargos Desempeñados en la APN
| Cargo                                                                        | Inicio de gestión       | Fin de gestión      | Predecesor       | Sucesor           |
| ---------------------------------------------------------------------------- | ----------------------- | ------------------- | ---------------- | ----------------- |
| Ministro del Poder Popular para Ciencia, Tecnología e Industrias Intermedias | 11 de diciembre de 2009 | noviembre de 2011   | Jesse Chacón     | Jorge Arreaza     |
| Ministro del Poder Popular de Industrias                                     | 25 de noviembre de 2011 | 9 de enero de 2014  | José Khan        | Wilmer Barrientos |
| Ministro del Poder Popular para la Educación Universitaria                   | 9 de enero de 2014      | 16 de junio de 2014 | Pedro Calzadilla | Jehyson Guzmán    |
| Ministro del Poder Popular de Planificación                                  | 17 de junio de 2014     | En el cargo         | Jorge Giordani   | En el cargo       |